# American Financial Group
American Financial Group, Inc., (NYSE: AFG), är ett amerikanskt finansbolag som specialiserar sig inom försäkrings–, investment– och andra finansiella branscher. 